# Roland JV-serie

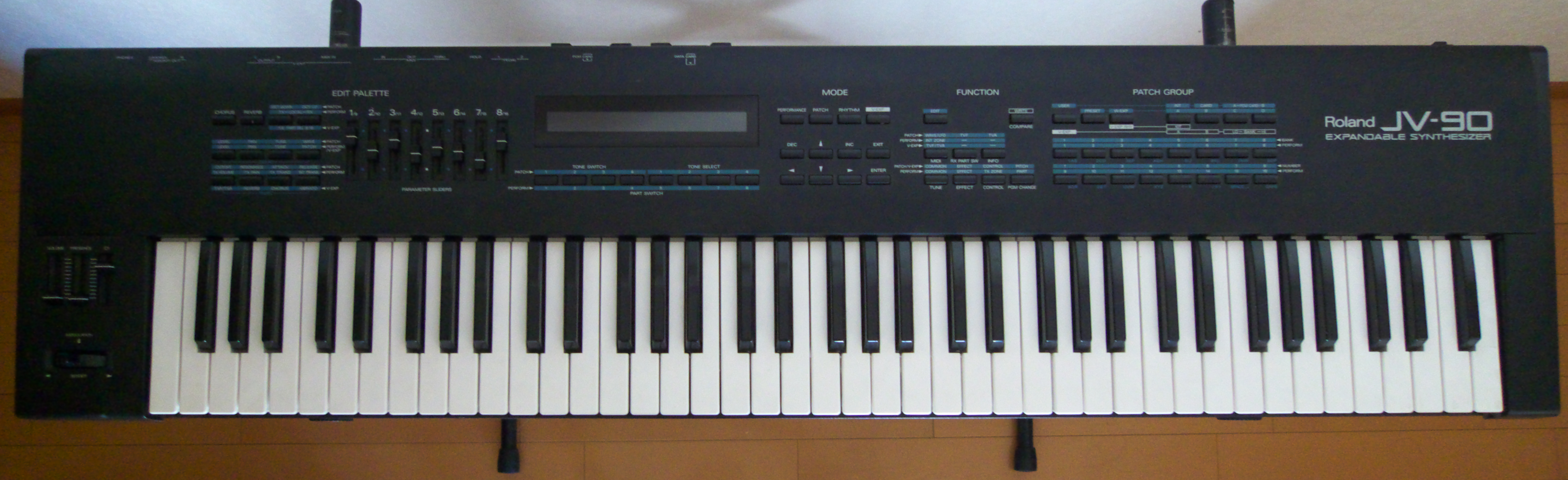
Roland JV-90 (1994)

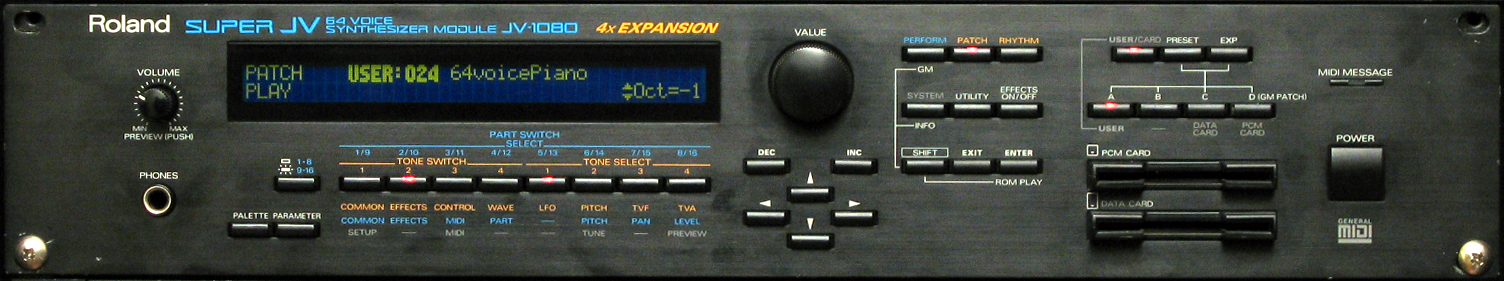
Roland JV-1080 (1994)

De Roland JV-serie is een serie muziekinstrumenten die door het Japanse bedrijf Roland Corporation vanaf 1991 werd geproduceerd.

## Beschrijving
Dankzij vooruitgang in technologie begin jaren 90 van de twintigste eeuw hadden digitale synthesizers menig analoog instrument verdrongen in muziekstudio's en op het podium. Roland speelde na de D-50 en JD-800 op deze trend in met de JV-serie, een lijn van digitale synthesizers en geluidsmodules met ingebouwde presets die aangepast en geprogrammeerd kunnen worden. Door het toevoegen van aanvullende PCM-kaarten kan de klankenbibliotheek verder worden uitgebreid.
De JV-serie bestaat uit zes synthesizers en vier geluidsmodules en werd zeer succesvol in de jaren 90, mede door de hoogwaardige klanken en betaalbare prijzen. De eerste instrumenten in de serie hebben 4 MB aan PCM-samples en zijn multitimbraal met een polyfonie van 28 gelijktijdige stemmen. Tussen 1992 en 1993 kwamen de JV-30, JV-35 en JV-50 uit, die ondanks de JV-benaming beperkt bleven tot budgetmodellen met GM/GS-compatible klanken. Ook de in 1994 geïntroduceerde XP-10 viel in deze budgetreeks.
Naast keyboards en geluidsmodules zijn er in de serie ook geheugenkaarten geproduceerd voor uitbreiding met aanvullende klanken. De kaarten werden vlak na de introductie van het eerste instrument, de JV-80, geproduceerd en vernoemd als SR-JV80-kaarten. Elke kaart bevat 8 MB aan klanken. In totaal zijn er 21 SR-JV80-kaarten uitgebracht voor verschillende muziekgenres.
De klanken zijn ontworpen door Eric Persing en zijn in die tijd door onnoemelijk veel artiesten gebruikt in hun muziek. Met name wordt de JV-1080 genoemd als ontwikkelaar binnen de muziekstijlen moderne r&b, popmuziek, hiphop en rockmuziek. De JV-klanken zijn ook te horen in vele films en tv-series uit de jaren 90.

### XP- en XV-serie
De architectuur en klankenbibliotheek van de JV-serie werd doorgezet in verdere productlijnen van Roland. Vanaf 1995 en opvolgende jaren kwam het bedrijf met de XP-50, XP-80, XP-60 en ten slotte de XP-30. De gehele XP-lijn omvat vrijwel gelijke presets van de JV-1080 en de mogelijkheid om SR-JV80-kaarten in te bouwen.
In 2000 kwam Roland met de XV-serie, bestaande uit de XV-88, XV-3080 en XV-5080, en de in 2002 geïntroduceerde XV-2020 en XV-5050. Deze productlijn bevat naast verbeterde JV-klanken, die op hogere samplefrequenties zijn opgenomen, ook een uitbreiding van het klankgeheugen, het aantal presets, en de mogelijkheid voor SRX-kaarten.

## Serie
De JV-serie bestaat uit de volgende instrumenten:
| Jaar | Model   | Soort             | Klavier    | Klanken                                    | Polyfonie | Opmerking                            |
| ---- | ------- | ----------------- | ---------- | ------------------------------------------ | --------- | ------------------------------------ |
| 1991 | JV-80   | Synthesizer       | 61 toetsen | 192                                        | 28        |                                      |
| 1992 | JV-880  | Geluidsmodule     |            | 192                                        | 28        | Rackversie van de JV-80              |
| 1992 | JV-30   | Synthesizer       | 61 toetsen | 226                                        | 24        | GM/GS-compatible                     |
| 1993 | JV-35   | Synthesizer       | 61 toetsen | 226                                        | 28        | GM/GS-compatible, enkele voice-kaart |
| 1993 | JV-50   | Synthesizer       | 61 toetsen | 226                                        | 28        | GM/GS-compatible, diskettestation    |
| 1993 | JV-1000 | Music workstation | 76 toetsen | 320                                        | 28        | Ingebouwde sequencer                 |
| 1994 | JV-90   | Synthesizer       | 76 toetsen | 256                                        | 28        | Zonder sequencer en diskettestation  |
| 1994 | JV-1080 | Geluidsmodule     |            | 640                                        | 64        | Rackversie van de JV-90              |
| 1997 | JV-2080 | Geluidsmodule     | 768        | Ruimte voor 8 uitbreidingskaarten          | 64        |                                      |
| 1999 | JV-1010 | Geluidsmodule     | 640        | Half-rackformaat, enkele uitbreidingskaart | 64        |                                      |

### Uitbreidingskaarten
In de serie zijn 21 SR-JV80-uitbreidingskaarten verschenen. De 8 MB-kaarten bevatten 255 Waveforms en 255 Patches.
- SR-JV80-01 Pop
- SR-JV80-02 Orchestral
- SR-JV80-03 Piano
- SR-JV80-04 Vintage Synth
- SR-JV80-05 World
- SR-JV80-06 Dance
- SR-JV80-07 Super Sound Set
- SR-JV80-08 Keyboards of the 60s & 70s
- SR-JV80-09 Session
- SR-JV80-10 Bass and Drums
- SR-JV80-11 Techno Collection
- SR-JV80-12 Hip Hop
- SR-JV80-13 Vocal Collection
- SR-JV80-14 World Collection: Asia
- SR-JV80-15 Special FX
- SR-JV80-16 Orchestral II
- SR-JV80-17 Country
- SR-JV80-18 Latin
- SR-JV80-19 House
- SR-JV80-98 Experience 2
- SR-JV80-99 Experience

## Bekende gebruikers
Enkele bekende muzikanten die de JV-serie instrumenten hebben gebruikt in hun muziek zijn: 808 State, Apollo 440, Dario G, Depeche Mode, Faithless, Grant Kirkhope, Hans Zimmer, Hardfloor, Jerry Martin, Paul van Dyk, Tame Impala, Tony Banks, Vangelis en Vince Clarke.